# フィリップ・ウッドハウス (第3代準男爵)
第3代準男爵サー・フィリップ・ウッドハウス（英語: Sir Philip Wodehouse, 3rd Baronet、1608年7月24日洗礼 – 1681年5月6日）は、イングランド王国の政治家。庶民院議員を3期務めた。

## 生涯
第2代準男爵サー・トマス・ウッドハウスと妻ブランシュ（Blanche、旧姓ペイトン（Peyton）、1651年11月6日没、クリストファー・ペイトンの未亡人、第3代ハンスドン男爵ジョン・ケアリーの娘）の長男として生まれ、1608年7月24日に洗礼を受けた。1625年にケンブリッジ大学エマニュエル・カレッジに入学、1627年4月23日にリンカーン法曹院に入学した。
第一議会（1654年 – 1655年）と第二議会（1656年 – 1658年）でノーフォーク選挙区の代表として庶民院議員を務めたが、1656年に第二議会から排除された。1658年3月18日に父が死去すると、準男爵位を継承した。
1660年仮議会では王党派の1人として、自身が勢力を有するセットフォード選挙区から出馬、当選を果たした。議会ではあまり活動的ではなく、1661年イングランド総選挙にも出馬せずに議員を退任した。1669年の補欠選挙での立候補を検討したが、結局出馬しなかった。1670年代末に王位排除法案に反対した。
1681年5月6日に死去、ノーフォークのキンバリーで埋葬された。息子トマス（1671年4月29日没）に先立たれたため、孫ジョンが準男爵位を継承した。

## 人物
『完全準男爵名鑑』（1900年）で「学のある人物で、優秀な音楽家」（a man of great learning and a skilled musician）と評された。

## 家族
1634年7月10日、ルーシー・コットン（Lucy Cotton、1684年6月26日没、第2代準男爵サー・トマス・コットンの娘）と結婚、3男2女をもうけた。
- トマス（1636年ごろ – 1671年4月29日） - 1666年11月2日に国王チャールズ2世により騎士爵に叙されたが、1671年に天然痘で病死した[1]。アン・アーミン（Anne Armine、1719年4月2日没、第2代準男爵サー・ウィリアム・アーミン（英語版）の娘[6]）と結婚して、息子ジョンと娘アン（1686年12月2日に第4代準男爵サー・ニコラス・レストレンジ（英語版）と結婚、子供あり[7]）をもうけた[5]
- エドモンド（1727年9月5日没） - マーシー・パーカー（Mercy Parker、サー・フィリップ・パーカーの娘）と結婚、2男2女（うち2男1女は子供なし）をもうけた[5]。アン・アングイッシュ（Anne Anguish、ジョン・アングイッシュの娘）と再婚したが、2人の間に子供はいなかった[5]
- ジョン（1681年までに没[3]） - アン・ストラット（Anne Strutt、初代準男爵サー・デンナー・ストラットの娘）と結婚、1女エリザベスをもうけた[5]
- ブランシュ（Blanche、1697年没） - 1661年2月6日、初代準男爵サー・ジェイコブ・アストリー（英語版）（1640年 – 1729年8月17日）と結婚、子供あり[8]
- マーガレット - トマス・サヴェージ（Thomas Savage）と結婚[5]